# Xã 8, Quận Rooks, Kansas
Xã 8 (tiếng Anh: Township 8) là một xã thuộc quận Rooks, tiểu bang Kansas, Hoa Kỳ. Năm 2010, dân số của xã này là 341 người.